# Szenyér
Szenyér község Somogy vármegyében, a Marcali járásban.

## Fekvése
A Marcali-hát déli végén, mellett fekszik, Böhönyétől bő 6 kilométerre észak-északnyugatra.
A közvetlenül határos települések: észak felől Gadány, északkelet felől Mesztegnyő, dél-délkelet felől Böhönye, dél felől Nemeskisfalud, nyugat felől Tapsony, északnyugat felől pedig Nagyszakácsi.

### Megközelítése
Legfontosabb közúti megközelítési útvonala a 68-as főút, mely a belterület déli széle mellett halad el. Közigazgatási területén, központjától jó egy kilométerre délre indul Tapsony-Nagyszakácsi-Somogyzsitfa felé a 6803-as út.
Vasútvonal nem érinti.

## Története
Nevét 1331-ben Seyner, 1354-ben Zyner alakban említették először, mint a Szenyéri család birtokát. 1425-ben thapsoni Anthymus János alnádor fiainak, Miklósnak és Jánosnak, a birtoka. 1436-ban már plébániája is volt. 1465-ben a nagyszakácsi községre vonatkozó határjáró levélben is szerepelt. 1482-ben városi kiváltságokkal bírt.
Az 1660. évi dézsmaváltságjegyzékben a helység az esztergomi káptalan birtokai között volt felsorolva. Az 1715. évi összeírásban 15 háztartással szerepelt és gróf Nádasdy Tamás birtoka volt, míg 1726-ban ismét az esztergomi káptalané, mely az 1910-es években is a legnagyobb birtokosa volt.
1732. június 28-án jobbágyzendülés tört ki a faluban, amelynek 250. évfordulóján emléktáblát helyeztek el az önkormányzat épületén.
A 20. század elején a községhez tartozott Arad-puszta is, melyről 1363-ban van először adatunk. 1482-ben Szenyér várának tartozékai között sorolták fel; 1536-ban az esztergomi káptalané, 1726-1733-ban felerészben az esztergomi káptalan, felerészben Festetics Kristóf birtoka volt. A 19. században az esztergomi káptalan bírta. 

## Közélete

### Polgármesterei
- 1990–1994: Balogh József (független)[5]
- 1994–1998: Balogh József (független)[6]
- 1998–2002: Balogh József (független)[7]
- 2002–2006: Bali Gyuláné (független)[8]
- 2006–2010: Bogdán Imre János (független)[9]
- 2010–2014: Bogdán Imre János (Fidesz-KDNP)[10]
- 2014–2019: Bogdán Imre János (Fidesz-KDNP)[11]
- 2019–2024: Nagy Zoltán (független)[12]
- 2024– : Nagy Zoltán (Fidesz-KDNP)[1]

## Népesség
A település népességének változása:
| Lakosok száma | 302  | 303  | 315  | 300  | 280  | 297  | 299  |
|               | 2013 | 2014 | 2015 | 2021 | 2022 | 2023 | 2024 |

A 2011-es népszámlálás során a lakosok 98%-a magyarnak, 50,2% cigánynak, 3% németnek mondta magát (1% nem nyilatkozott; a kettős identitások miatt a végösszeg nagyobb lehet 100%-nál). A vallási megoszlás a következő volt: római katolikus 37,5%, református 3,7%, felekezeten kívüli 53,8% (4,3% nem nyilatkozott).
2022-ben a lakosság 82,9%-a vallotta magát magyarnak, 46,1% cigánynak, 1,8% németnek, 0,4% szlováknak, 0,4% szerbnek (16,1% nem nyilatkozott; a kettős identitások miatt a végösszeg nagyobb lehet 100%-nál). Vallásuk szerint 8,6% volt római katolikus, 0,4% református, 0,7% egyéb katolikus, 58,2% felekezeten kívüli (32,1% nem válaszolt).

## Nevezetességei

### Szent Péter és Szent Pál-templom
A település egyedülálló értéke a 13–14. századból származó egykori templom, amely ma a lakóházaktól távolabb, a temetőben áll. A megye legrégebbi temploma román és gótikus stíluselemeket ötvöz. A 18. században barokkizált műemlék-templomot először 1333-as pápai tizedjegyzék említi. Árpád-kori freskórészleteit az 1960-as években tárták fel. Csak szentélye és kórusa eredeti, ugyanis a 2000-es évek elejére teljesen kifosztották; a 2010-es években felújították.

### Szenyér vára
Várát először 1464-ben  említették, ekkor Tapsonyi Anthimi László birtokában volt, akitől azonban a király elvette és Kanizsai Lászlónak adományozta. Az 1471. évi 29. törvénycikk az itteni erősség 25 nap alatt való lerombolását rendelte el, amit azonban valószínűleg nem hajtottak végre, mert ugyanez évben, november 25-én, Laki Thúz János és Miklós birtokában találjuk. 1482-ben Tapsonyi Anthimi János fia János, tartozékaival együtt, 6000 frt-ért Vesaki Perottusnak, az esztergomi érseki birtokok kormányzójának adta el, de a beiktatásnak az erődítmény várnagya, Laki Thúz János nevében, ellentmondott.
Bakócz Tamás esztergomi érsek 1519-ben végrendeletileg az esztergomi káptalannak hagyományozta. 1536-ban az esztergomi káptalan volt a földesura, 1550-ben pedig Wárday Zsigmond.
1556-ban az erősségnek Nagy Balázs volt a vajdája, ekkor a törökök sikertelen támadást intéztek az erődítmény ellen. 1562-ben gróf Nádasdy Tamás birtokában volt. A vár őrsége ekkoriban messze földön híres volt a törökökkel vívott párbajairól. 1566-ban, Szigetvár elestének hírére, az őrség a várat felégette és megszökött.
A törökök felépítették ugyan a várat, de az többé nem szerepelt a hadtörténetben.
A vár egy 15 hold területű körülsáncolt dombon állt. Ma már csak a szántás közben előkerülő téglák tartják fenn az emlékét. A vár képét az esztergomi káptalan szenyéri uradalma még a 20. század elején is pecsétjén viselte.
A várdomb egykor őskori földvár lehetett az ott található bronzkori és kelta cseréptöredékek bizonysága szerint.
A szenyéri várból ma már csak a földsáncok látszanak.

### Aradpuszta

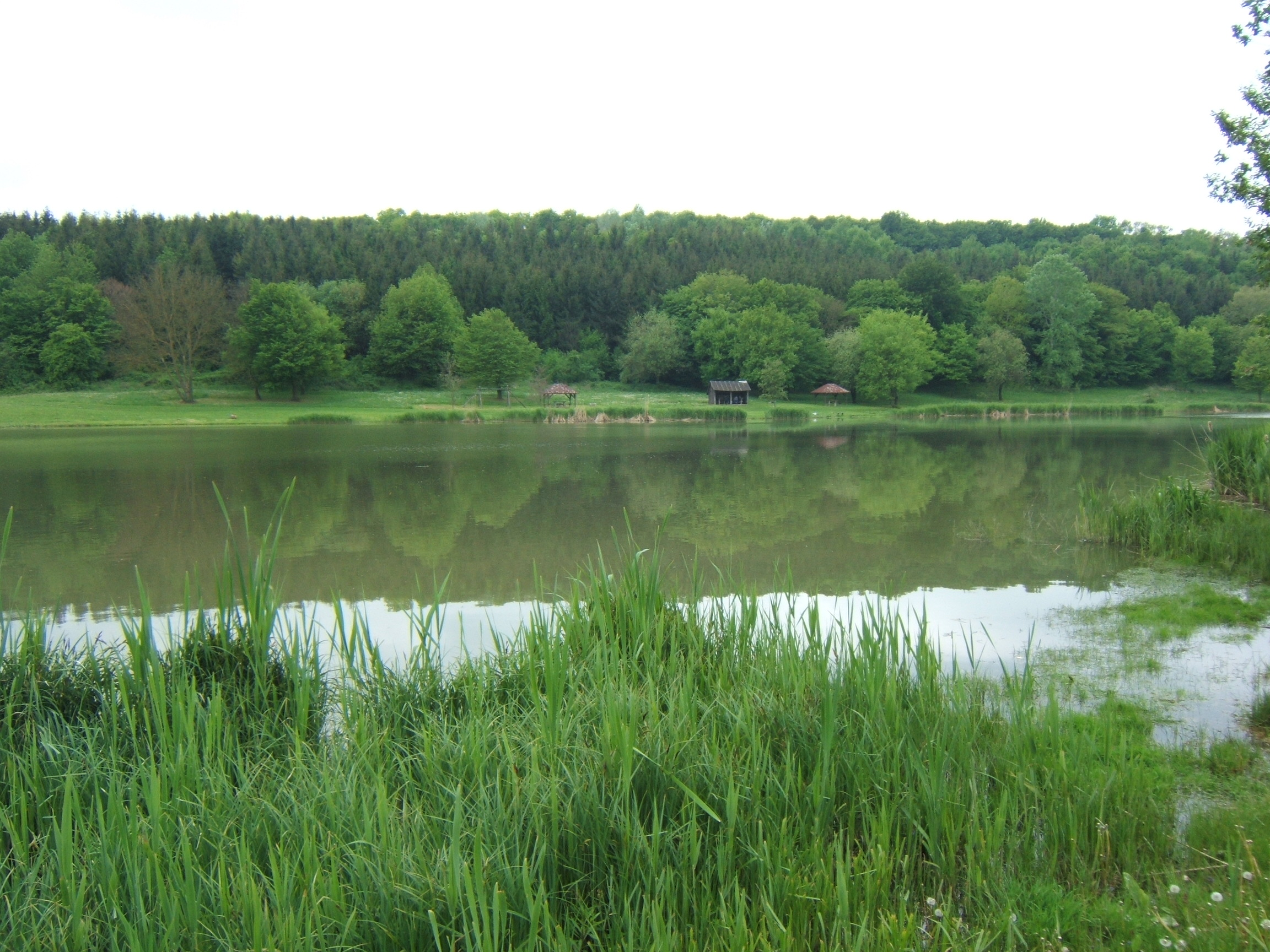
Az aradpusztai horgásztó

A Szenyérhez tartozó Aradpuszta mellett horgásztó várja a vendégeket.

## Híres emberek
- Fichor Mihály (16. század) várkapitány, végvári vitéz.
- Simon József (1892–1919) – római katolikus pap (káplán), akit a Tanácsköztársaság alatt kifejtett, annak céljait (legalább részben) támogató tevékenysége miatt Prónay Pál különítménye a közeli Marcaliban megkínzott és meggyilkolt.